# Niels Schlotterbeck
Niels Schlotterbeck (nascut el 12 de març de 1967) és un exfutbolista professional alemany que va jugar com a migcampista.

## Vida personal
És oncle de Keven Schlotterbeck, futbolista del FC Augsburg i de Nico Schlotterbeck, del Borussia Dortmund.